# Лопенник-Гурни (гміна)
Гміна Лопенник-Гурни (пол. Gmina Łopiennik Górny) — сільська гміна у східній Польщі. Належить до Красноставського повіту Люблінського воєводства.
Станом на 31 грудня 2011 у гміні проживало 4176 осіб.

## Площа
Згідно з даними за 2007 рік площа гміни становила 106.25 км², у тому числі:
- орні землі: 71.00%
- ліси: 20.00%

Таким чином, площа гміни становить 9.34% площі повіту.

## Населення
Станом на 31 грудня 2011:
| Опис     | Загалом | Загалом | Чоловіки | Чоловіки | Жінки | Жінки |
| -------- | ------- | ------- | -------- | -------- | ----- | ----- |
| одиниця  | осіб    | %       | осіб     | %        | осіб  | %     |
| все      | 4176    | 100     | 2056     | 49.23    | 2120  | 50.77 |
| міське   | 0       | 100     | 0        |          | 0     |       |
| сільське | 4176    | 100     | 2056     | 49.23    | 2120  | 50.77 |

## Сусідні гміни
Гміна Лопенник-Гурни межує з такими гмінами: Файславіце, Гошкув, Красностав, Рейовець, Рейовець-Фабричний, Рибчевіце, Травники.